# عادل جرار
عادل جرار (3 مارس 1990 ببومرداس في الجزائر - ) هو لاعب كرة قدم جزائري في مركز الوسط.

## روابط خارجية
- عادل جرار على موقع قاعدة بيانات كرة القدم.إي يو (الإنجليزية)
- عادل جرار على موقع Soccerway.com (الإنجليزية)
- عادل جرار على موقع عالم كرة القدم.نت (الإنجليزية)